# バジャージ・オート
バジャージ・オート（英語: Bajaj Auto Limited、ヒンディー語: बजाज ऑटो लिमिटेड）は、インドのマハーラーシュトラ州ムンバイに本社を置く自動車製造会社。ヒーロー・モトコープ社ともにインドの自動二輪車メーカーを代表する企業である。

## 概要

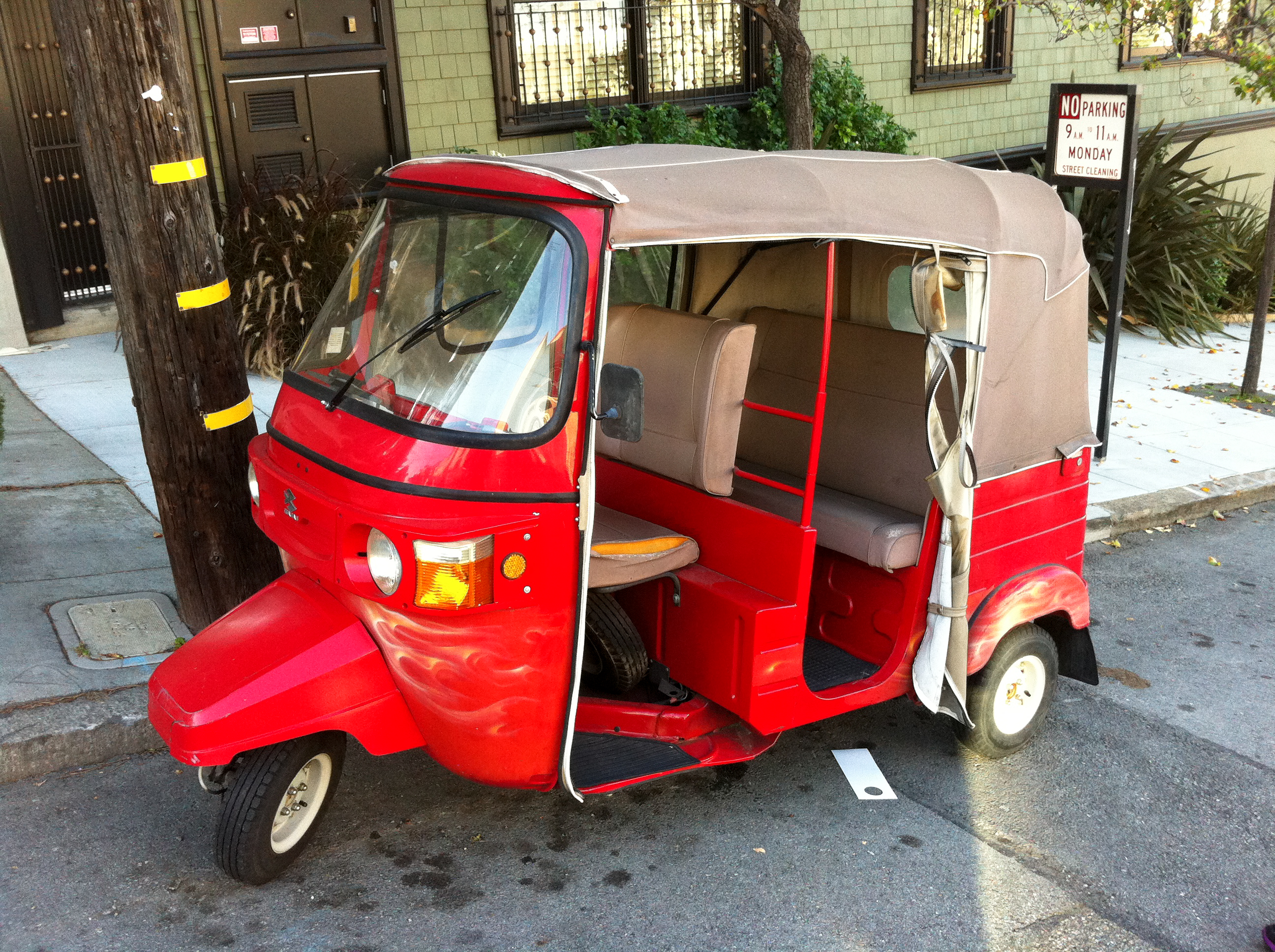
バジャージ Rickshaw（力車）。輸出モデル（サンフランシスコ）

1926年にジャムナラル・バジャージによって設立された、バジャージ財閥の中核企業であり、スクーター、オートバイ、オートリキシャーとこれらの部品を製造販売している。製造工場は、プネー近郊のチャカン、アウランガーバード近郊のワルージ、ウッタラーカンド州のパントナガルの3か所に構える。
三輪自動車メーカーとしては世界最大であり、2輪製造では世界第3位、2016年の販売台数は約200万台となり、インド国内に於いては4割のシェアを持つヒーロー・モトコープに次ぐ第2位の生産数を誇り、2011年/2012年度の総生産数は435万台を記録している。2016年/2017年度は、販売台数366万台を記録しており、その売上は28億4千万ポンドであった。2016年/2017年のマーケットシェアは、二輪車が24.6%となり、三輪自動車が56.7%である。
バジャージ・オートはインド最大の二輪車および三輪自動車の輸出業者でもあり、製品の主な輸出先はスリランカ、メキシコ、バングラデシュ、コロンビア、ペルー、エジプト、イラン、インドネシアを中心に世界50カ国に販売網を持つ。2016年/2017年度には、世界65カ国以上に141万台以上を輸出しており、その輸出額は9億7千4百万ポンドであった。なお、インド国内のスクーター市場では本田技研工業が首位となっている。
1986年に川崎重工業と技術提携を結び生産ラインを拡大し、2012年現在KTMの筆頭株主でもある。関連会社は27社あり輸出にも取り組んでいる。
2020年、イギリスの2輪メーカートライアンフ・モーターサイクルズとのグローバル・パートナーシップを締結した。

## 製品年表

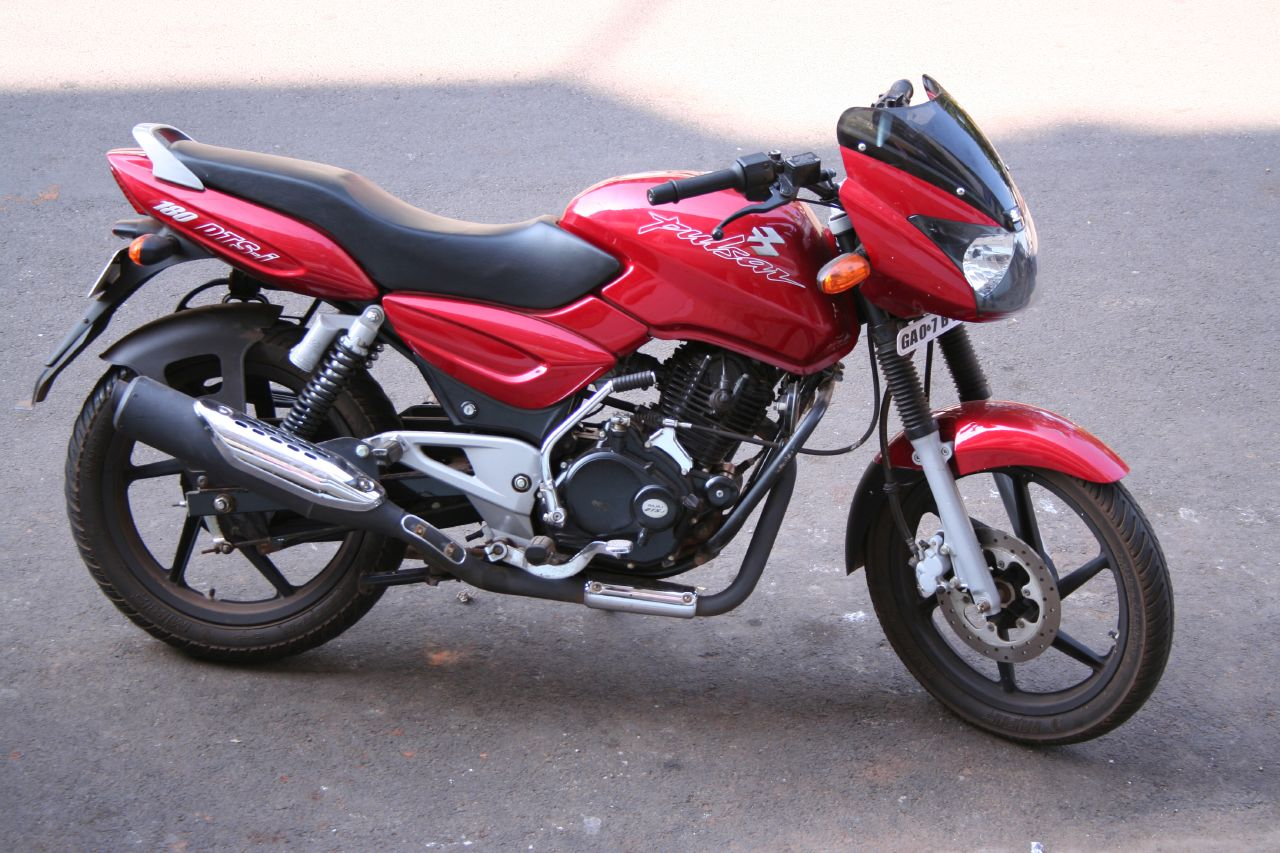
バジャージ パルサー180-DTSi

- 1960年代から1970年代 - ピアジオのベスパ・150をライセンス生産。
- 1971年 - 三輪自動車の生産開始。
- 1972年 - バジャージ・チェータク（en:Bajaj Chetak）
- 1976年 - バジャージ・スーパー（en:Bajaj Super）
- 1977年 - オートリキシャー用リアエンジンの製造。
- 1981年 - バジャージ・M-50
- 1986年 - バジャージ・M-80、カワサキバジャージ・KB100
- 1990年 - バジャージ・サニー（en:Bajaj Sunny）
- 1991年 - カワサキバジャージ・4Sチャンピオン
- 1994年 - バジャージ・クラシック
- 1995年 - バジャージ・スーパーエクセル
- 1997年 - カワサキバジャージ・ボクサー、オートリキシャー用ディーゼル・リアエンジンの製造。
- 1998年 - カワサキバジャージ・キャリバー（en:Kawasaki Bajaj Caliber）、バジャージ・レジェンド（en:Bajaj Legend）、インド初の4ストロークスクーターであるバジャージ・スピリットの製造。
- 2000年 - バジャージ・サファイア（en:Bajaj Saffire）
- 2001年 - カワサキバジャージ・エリミネーター175、バジャージ・パルサー（en:Bajaj Pulsar）
- 2003年 - バジャージ・キャリバー115、バジャージ・ウィンド125、
- 2004年 - バジャージ・CT100（en:Bajaj CT 100）、新型4ストローク車バジャージ・ワンダーギア、バジャージ・ディスカヴァーDTS-i
- 2005年 - バジャージ・ウェーブ（en:Bajaj Wave）、バジャージ・アヴェンジャー180（en:Bajaj Avenger）、バジャージ・ディスカヴァー（en:Bajaj Discover）
- 2006年 - バジャージ・プラティナ（en:Bajaj Platina）
- 2007年 - バジャージ・パルサー200、バジャージ・アヴェンジャー200、バジャージ・クリスタル（en:Bajaj Kristal）、バジャージ・パルサー220DTS-Fi、XCD125DTS-Si（en:Bajaj XCD）
- 2008年 - バジャージ・ディスカヴァー135DTS-iスポーツ
- 2009年 - バジャージ・パルサー135、バジャージ・XDC135、バジャージ・パルサー220DTS-i、バジャージ・ディスカヴァー100DTS-Si
- 2010年 - バジャージ・アヴェンジャー220DTS-i
- 2011年 - KTM・デューク125/200

### 低燃費車
バジャージ・オートはルノー日産自動車と共同で1台あたりの販売単価2,500米ドルで1リッターあたり30km走行出来る低燃費車の開発を行い二酸化炭素排出量の低減を目指し、さらに平均的小型車には100gm/kmの二酸化炭素排出を目指すとされる。
これは、競合車種であるタタ・ナノを意識したものであり、バジャージ・オートは約40万台の需要があると見込んでいる。